# Portland Branch Railway
El Portland Branch railway era un ferrocarril en la Isla de Portland, condado de Dorset, Inglaterra. La línea inició sus operaciones el 16 de octubre de 1865, finalizando el servicio de pasajeros en 1952 y el transporte de mercancías en 1965, en el marco de cierres del Plan Beeching. Considerando que se trataba de una línea corta, tuvo una historia compleja, pues fue construida en tres secciones y operada conjuntamente por dos compañías rivales; por este motivo disponía de ancho mixto, pues utilizaba el de la Great Western Railway (2.140 mm) y el internacional utilizado por la London and South Western Railway (1.435 mm). Su construcción necesitó doce años para abrirse paso en la roca sólida y exigió tres prórrogas en su concesión.
- Datos: Q7231884
- Multimedia: Portland Branch Railway / Q7231884